# Primera División 1957/58
Die Primera División 1957/58 war die 27. Spielzeit der höchsten spanischen Fußballliga. Sie startete am 15. September 1957 und endete am 4. Mai 1958.

## Vor der Saison
- Als Titelverteidiger ging der fünffache Meister Real Madrid ins Rennen. Letztjähriger Vizemeister wurde der FC Sevilla.
- Aufgestiegen aus der Segunda División sind Real Gijón und FC Granada.

## Vereine
| Verein            | Stadt         | Stadion                   |
| ----------------- | ------------- | ------------------------- |
| CF Barcelona      | Barcelona     | Camp de Les Corts         |
| Español Barcelona | Barcelona     | Estadi Sarrià             |
| Atlético Bilbao   | Bilbao        | Estadio San Mamés         |
| Real Gijón        | Gijón         | El Molinón                |
| FC Granada        | Granada       | Estadio des Los Cármenes  |
| Real Jaén         | Jaén          | Estadio de la Victoria    |
| UD Las Palmas     | Las Palmas    | Estadio Insular           |
| Real Madrid       | Madrid        | Estadio Santiago Bernabéu |
| Atlético Madrid   | Madrid        | Estadio Metropolitano     |
| CA Osasuna        | Pamplona      | Estadio San Juan          |
| Real Saragossa    | Saragossa     | La Romareda               |
| Real Sociedad     | San Sebastián | Estadio de Atotxa         |
| FC Sevilla        | Sevilla       | Estadio de Nervión        |
| FC Valencia       | Valencia      | Estadio Mestalla          |
| Real Valladolid   | Valladolid    | Estadio José Zorrilla     |
| Celta Vigo        | Vigo          | Estadio Balaídos          |

## Abschlusstabelle
| Pl. | Verein            | Sp. | S  | U  | N  | Tore    | Quote | Punkte |
| --- | ----------------- | --- | -- | -- | -- | ------- | ----- | ------ |
| 1.  | Real Madrid (M)   | 30  | 20 | 5  | 5  | 071:260 | 2,73  | 45:15  |
| 2.  | Atlético Madrid   | 30  | 16 | 10 | 4  | 078:430 | 1,81  | 42:18  |
| 3.  | CF Barcelona (P)  | 30  | 17 | 4  | 9  | 069:380 | 1,82  | 38:22  |
| 4.  | FC Valencia       | 30  | 13 | 10 | 7  | 056:400 | 1,40  | 36:24  |
| 5.  | CA Osasuna        | 30  | 15 | 5  | 10 | 053:430 | 1,23  | 35:25  |
| 6.  | Atlético Bilbao   | 30  | 14 | 4  | 12 | 056:480 | 1,17  | 32:28  |
| 7.  | Celta Vigo        | 30  | 13 | 6  | 11 | 050:510 | 0,98  | 32:28  |
| 8.  | Español Barcelona | 30  | 11 | 6  | 13 | 048:460 | 1,04  | 28:32  |
| 9.  | Real Sociedad     | 30  | 10 | 7  | 13 | 038:440 | 0,86  | 27:33  |
| 10. | FC Sevilla        | 30  | 9  | 7  | 14 | 045:550 | 0,82  | 25:35  |
| 11. | UD Las Palmas     | 30  | 9  | 7  | 14 | 034:650 | 0,52  | 25:35  |
| 12. | Real Gijón (N)    | 30  | 10 | 4  | 16 | 046:570 | 0,81  | 24:36  |
| 13. | FC Granada (N)    | 30  | 11 | 2  | 17 | 035:530 | 0,66  | 24:36  |
| 14. | Real Saragossa    | 30  | 8  | 8  | 14 | 039:520 | 0,75  | 24:36  |
| 15. | Real Valladolid   | 30  | 9  | 5  | 16 | 045:730 | 0,62  | 23:37  |
| 16. | Real Jaén         | 30  | 9  | 2  | 19 | 029:580 | 0,50  | 20:40  |

Platzierungskriterien: 1. Punkte – 2. Direkter Vergleich  – 3. Torquotient – 4. geschossene Tore
| (M) | amtierender Meister              |
| (P) | amtierender Pokalsieger          |
| (N) | Neuaufsteiger der letzten Saison |

## Kreuztabelle
| 1957/58           | Real Madrid |     | CF Barcelona | FC Valencia | CA Osasuna | Atlético Bilbao | Celta Vigo | Español Barcelona |     |     | UD Las Palmas | Real Gijón | FC Granada | Real Saragossa | Real Valladolid | Real Jaén |
| ----------------- | ----------- | --- | ------------ | ----------- | ---------- | --------------- | ---------- | ----------------- | --- | --- | ------------- | ---------- | ---------- | -------------- | --------------- | --------- |
| Real Madrid       |             | 0:0 | 3:0          | 2:1         | 3:0        | 6:0             | 5:0        | 2:0               | 2:1 | 6:0 | 2:1           | 4:0        | 4:0        | 2:1            | 5:3             | 3:0       |
| Atlético Madrid   | 1:1         |     | 3:1          | 2:2         | 4:1        | 3:2             | 2-1        | 2:3               | 2:0 | 1:1 | 9:0           | 3:2        | 5:1        | 4:2            | 7:0             | 4:1       |
| CF Barcelona      | 0:2         | 2:2 |              | 1:1         | 3:0        | 3:0             | 1:0        | 3:1               | 1:0 | 3:1 | 2:0           | 3:0        | 4:1        | 5:1            | 7:1             | 6:1       |
| FC Valencia       | 2:2         | 2:0 | 1:1          |             | 3:0        | 1:0             | 1:1        | 2:1               | 1:0 | 2:2 | 4:1           | 2:2        | 3:1        | 3:1            | 3:0             | 4:0       |
| CA Osasuna        | 1:0         | 1:1 | 2:1          | 2:2         |            | 2:2             | 5:1        | 3:2               | 3:0 | 3:2 | 2:0           | 2:1        | 1:0        | 1:1            | 5:0             | 5:1       |
| Atlético Bilbao   | 0:2         | 1:2 | 4:1          | 3:2         | 2:0        |                 | 6:0        | 3:2               | 2:2 | 5:2 | 1:1           | 2:1        | 1:0        | 4:1            | 1:0             | 5:1       |
| Celta Vigo        | 2:1         | 2:2 | 4:0          | 3:2         | 2:0        | 0:1             |            | 3:2               | 1:0 | 3:1 | 2:2           | 1:2        | 0:2        | 2:1            | 3:1             | 2:1       |
| Español Barcelona | 2:4         | 4:1 | 2:1          | 0:0         | 2:0        | 1:0             | 1:1        |                   | 2:2 | 2:3 | 3:0           | 5:1        | 2:1        | 1:0            | 1:1             | 2:0       |
| Real Sociedad     | 2:2         | 2:4 | 1:2          | 0:0         | 2:1        | 1:0             | 1:1        | 2:1               |     | 2:0 | 3:1           | 3:2        | 4:1        | 1:1            | 0:0             | 2:0       |
| FC Sevilla        | 3:2         | 2:2 | 1:2          | 0:1         | 1:1        | 3:1             | 2:0        | 0:1               | 3:0 |     | 4:1           | 1:2        | 2:0        | 1:0            | 4:2             | 0:0       |
| UD Las Palmas     | 0:0         | 3:0 | 0:7          | 5:3         | 2:1        | 2:2             | 1:6        | 1:0               | 2:1 | 4:1 |               | 0:0        | 1:0        | 0:0            | 3:1             | 2:1       |
| Real Gijón        | 3:0         | 2:4 | 3:2          | 1:3         | 2:3        | 0:2             | 1:2        | 2:0               | 3:0 | 1:1 | 1:0           |            | 5:1        | 4:1            | 0:2             | 1:0       |
| FC Granada        | 0:2         | 2:2 | 0:4          | 1:0         | 1:2        | 1:3             | 1:0        | 1:0               | 3:1 | 2:1 | 4:0           | 1:0        |            | 1:0            | 4:0             | 2:0       |
| Real Saragossa    | 3:1         | 0:3 | 1:1          | 1:2         | 2:0        | 2:1             | 2:2        | 1:1               | 1:3 | 3:3 | 2:0           | 0:0        | 3:2        |                | 3:0             | 2:0       |
| Real Valladolid   | 0:1         | 2:2 | 1:2          | 6:3         | 0:4        | 3:0             | 0:4        | 2:2               | 2:1 | 2:0 | 2:0           | 7:3        | 1:1        | 1:3            |                 | 3:1       |
| Real Jaén         | 0:2         | 0:1 | 1:0          | 1:0         | 0:2        | 3:2             | 4:1        | 4:2               | 0:1 | 1:0 | 1:1           | 2:1        | 2:0        | 3:0            | 0:2             |           |

## Nach der Saison
Internationale Wettbewerbe
- 1. – Real Madrid – Europapokal der Landesmeister
- 2. – Atlético Madrid (da Real Madrid als Titelverteidiger einen Fixplatz hatte) – Europapokal der Landesmeister
- 3. – CF Barcelona – Messepokal

Absteiger in die Segunda División
- 15. – Real Valladolid
- 16. – Real Jaén

Aufsteiger in die Primera División
- Real Oviedo
- Betis Sevilla

## Pichichi-Trophäe
Die Pichichi-Trophäe wird jährlich für den besten Torschützen der Spielzeit vergeben.
| Pl. | Nat.         | Spieler            | Verein          | Tore |
| --- | ------------ | ------------------ | --------------- | ---- |
| 1   | Spanien 1945 | Manuel Badenes     | Real Valladolid | 19   |
|     | Argentinien  | Alfredo Di Stéfano | Real Madrid     | 19   |
|     | Spanien 1945 | Ricardo Alós       | FC Valencia     | 19   |
| 4   | Spanien 1945 | Joaquín Peiró      | Atlético Madrid | 17   |
|     | Argentinien  | Héctor Rial        | Real Madrid     | 17   |

## Die Meistermannschaft von Real Madrid
| 1.          | Real Madrid |
| Real Madrid | - Tor: Rogelio Domínguez (16/-); Juan Alonso (15/-); Javier Berasaluce (1/-) - Abwehr: José Becerril (1/-); Rafael Lesmes (21/-); Marquitos (15/-); José Emilio Santamaría (27/-) - Mittelfeld: Ángel Atienza (21/-); Antonio Ruiz Cervilla (3/-); Ramón Marsal (20/12); Miguel Muñoz (4/-); José Antonio Rubio (4/-); Juan Santisteban (26/-); José María Zárraga (28/1) - Sturm: Isidro Brunet (2/-); Francisco Gento (28/7); Joseíto (5/3); Raymond Kopa (27/8); Enrique Mateos (8/3); Jesús María Pereda (2/1); Héctor Rial (28/17); Alfredo Di Stéfano (30/19) - Trainer: Luis Carniglia |